# Yūki Togashi
Yūki Togashi (jap. 富樫 勇樹 Togashi Yūki) (ur. 30 lipca 1993 w Shibacie) – japoński koszykarz, grający na pozycji rozgrywającego, reprezentant kraju, obecnie zawodnik Chiba Jets Funabashi. 
W 2014 reprezentował Dallas Mavericks, podczas rozgrywek letniej ligi NBA w Las Vegas.

## Osiągnięcia
Stan na 29 lipca 2021, na podstawie, o ile nie zaznaczono inaczej.
Drużynowe
- Mistrz Japonii (2021)
- Wicemistrz Japonii (2018, 2019)
- Zdobywca Pucharu Cesarza Japonii (2014)

Indywidualne
- MVP:
  - ligi japońskiej (2019)
  - Pucharu Cesarza Japonii (2014)
  - meczu gwiazd ligi japońskiej (2013/2014, 2016/2017)
  - miesiąca ligi japońskiej (październik 2013)
- Zaliczony do I składu:
  - ligi japońskiej (2014, 2017–2021)
  - Pucharu Cesarza Japonii (2014)
- Uczestnik meczu gwiazd ligi japońskiej (2014, 2016, 2017, 2019)

Reprezentacja
- Brązowy medalista igrzysk azjatyckich (2014)
- Uczestnik:
  - igrzysk olimpijskich (2020)
  - mistrzostw Azji (2017 – 9. miejsce)
  - kwalifikacji do mistrzostw:
    - świata (2017)
    - Azji (2020)